# Břidličná hora
Břidličná hora är ett berg i Tjeckien.   Det ligger i regionen Olomouc, i den östra delen av landet, 200 km öster om huvudstaden Prag. Toppen på Břidličná hora är 1 358 meter över havet, eller 134 meter över den omgivande terrängen. Bredden vid basen är 2,4 km. Břidličná hora ingår i Hrubý Jeseník.
Terrängen runt Břidličná hora är huvudsakligen kuperad.Runt Břidličná hora är det ganska tätbefolkat, med 149 invånare per kvadratkilometer. Närmaste större samhälle är Šumperk, 17,1 km väster om Břidličná hora. I omgivningarna runt Břidličná hora växer i huvudsak blandskog.